# 메디포스트
메디포스트(한국어: 메디포스트(주), 메디포스트주식회사, 영어: MEDIPOST, MEDIPOST Co., Ltd.)는 대한민국의 생물학적 제제 제조업을 영위하는 기업이자 코스닥에 상장한 중소기업, 벤처기업이다. 메디포스트(주)의 대표자는 양윤선 메디포스트(주) 창업주 겸 대표이사이다.
사모펀드인 스카이레이크에쿼티파트너스와 크레센도에쿼티파트너스가 경영권을 소유하고 있다.

## 회사 개요
- 회사의 법적 및 상업적 명칭: 메디포스트(주), 메디포스트주식회사
  - 영문: MEDIPOST Co., Ltd.
- 설립일: 2000년 6월 26일 메디포스트(주) 법인 설립
- 대표이사: 양윤선 메디포스트(주) 대표이사

## 연혁

### 2000년대
- 2000년 메디포스트 창립 및 제대혈은행 서비스 개시
- 2001년 생명공학연구소 설립
- 2002년 전국경제인연합회 '최우수 벤처기업' 선정[1]
- 2003년 과학기술부 세포응용사업연구단 '제대혈줄기세포은행 운영' 위탁기관 선정[2]
- 2005년 코스닥 상장[3]
- 2005년 관절염 치료제 '카티스템®' 임상 승인
- 2005년 동탑산업훈장 수상
- 2006년 서울GMP 줄기세포 의약품 생산시설 개소
- 2006년 서울시립 제대혈은행 설립 기술 자문
- 2008년 국내 최초, 이식용 제대혈 해외 공급[4]
- 2009년 산업통상자원부 '국가 연구개발 우수 성과' 선정[5]
- 2009년 AIC(아시아 혁신 컨퍼런스) 바이오 분야 대표 혁신사례 선정

### 2010년대
- 2010년 국내 최초, 뇌성마비 제대혈 치료 임상시험 수행
- 2011년 제대혈 유래 줄기세포 분야 세계 최초, '카티스템®' 미국 FDA 임상시험 승인
- 2011년 '제7회 세계 줄기세포 정상회의(World Stem Cell Summit)' 초청
- 2012년 국가과학기술위원회 '정부연구개발 우수 성과' 선정
- 2012년 한국 줄기세포 치료제 사상 첫 수출 계약 체결
- 2012년 세계 최초, 동종 줄기세포 치료제 '카티스템®' 품목허가 및 출시
- 2013년 '제1회 대한민국 신약대상' 최우수상(식약처장상) 수상
- 2013년 폐질환 치료제 '뉴모스템®' 미국 FDA로부터 '희귀의약품' 지정
- 2013년 알츠하이머형 치료제 '뉴로스템®' 제 1, 2a상 임상시험 승인
- 2014년 폐질환 치료제 '뉴모스템®', 식약처로부터 '개발단계 희귀의약품' 지정
- 2014년 폐질환 치료제 '뉴모스템®', 미국 FDA 제1, 2상 임상시험 승인
- 2014년 경기 판교테크노밸리 사옥 준공
- 2015년 국가 '글로벌 첨단 바이오의약품 기술개발사업' 주관 기관 선정
- 2015년 중국 합작회사(JVC) '원생생물과기유한공사' 설립
- 2015년 국내 최초, 제대혈 보관량 20만Unit 돌파
- 2015년 폐질환 치료제 '뉴모스템', 유럽 EMA로부터 '희귀의약품' 지정
- 2015년 폐질환 치료제 '뉴모스템®' 제2상 임상시험 종료
- 2016년 관절염 치료제 '카티스템®', '장기추적관찰 연구자 임상시험' 종료
- 2016년 미숙아 뇌실 내 출혈(IVH) 치료제 개발 착수(삼성서울병원∙동아ST 공동)